# Cloro 37
El Cloro 37, o 37Cl, es uno de los isótopos estables del cloro, el otro es cloro 35 (35Cl). Su núcleo contiene 17 protones y 20 neutrones para un total de 37 nucleones. El cloro 37 representa el 24.23% del cloro natural, el cloro-35 representa el 75.77%, dando a los átomos de cloro aparente peso atómico de 35.453(2) g/mol.
Los neutrinos solares fueron descubiertos por un experimento usando un método radioquímico basado en la transmutación de cloro 37.

## Detección de neutrinos
Uno de los métodos radioquímicos históricamente importantes de la detección de neutrinos solares se basa en la captura electrónica inversa desencadenada por la absorción de un electrón-neutrino. El cloro 37 se transmuta en argón 37 a través de la reacción
37Cl + νe → 37Ar + e−.
El argón 37 luego se excita a sí mismo a través de la captura electrónica (vida media de 35 días) en cloro 37 a través de la reacción
37Ar + e− → 37Cl + νe.
Estas últimas reacciones involucran electrones Auger de energías específicas. La detección de estos electrones confirma que tuvo lugar un evento de neutrinos. Los métodos de detección implican varios cientos de miles de litros de tetracloruro de carbono (CCl4) o tetracloroetileno (C2Cl4) almacenados en tanques subterráneos.

## Ocurrencia
La abundancia terrestre representativa de cloro 37 es 24.22(4)% de átomos de cloro, con un rango normal de 24.14-24.36% de átomos de cloro. Cuando se miden las desviaciones en la composición isotópica, el punto de referencia habitual es el "Cloruro medio estándar del océano" (SMOC), aunque también existe un material de referencia certificado del NIST (975a). Se sabe que el SMOC es alrededor del 24.219% de cloro 37 y tiene un peso atómico de alrededor de 35.4525.
Existe una variación conocida en la abundancia isotópica del cloro 37. Este isótopo más pesado tiende a ser más prevalente en los minerales de cloruro que en las soluciones acuosas como el agua de mar, aunque la composición isotópica de los compuestos organoclorados puede variar en cualquier dirección del estándar SMOC en el rango de varias partes por mil.